# Treveon Graham
Treveon Graham (Washington D. C., 28 de octubre de 1993) es un baloncestista estadounidense que pertenece a la plantilla de los Taoyuan Pauian Pilots de la P. League+ de Taiwán. Con 1,96 metros de estatura, juega en la posición de escolta.

## Trayectoria deportiva

### Universidad
Jugó cuatro temporadas con los Rams de la Universidad Virginia Commonwealth, en las que promedió 13,4 puntos, 5,8 rebotes y 1,4 asistencias por partido. Fue incluido en el segundo mejor quinteto de la Atlantic 10 Conference en 2013, haciéndolo en el primero los dos años posteriores.
Tras su temporada sophomore acudió con la selección estadounidense a la Universiada de 2013 disputada en Kazán, Rusia, donde en cinco partidos promedió 9,5 puntos y 6,8 rebotes.

#### Estadísticas
| Año     | Equipo | PJ  | PT  | MPP  | %TC  | %3P  | %TL  | RPP | APP | ROB | TPP | PPP  |
| ------- | ------ | --- | --- | ---- | ---- | ---- | ---- | --- | --- | --- | --- | ---- |
| 2011–12 | VCU    | 36  | 0   | 16.8 | .389 | .313 | .633 | 3.2 | .6  | .8  | .3  | 7.0  |
| 2012–13 | VCU    | 36  | 36  | 27.6 | .450 | .366 | .732 | 5.8 | 1.6 | .9  | .1  | 15.1 |
| 2013–14 | VCU    | 35  | 33  | 28.3 | .437 | .337 | .694 | 7.0 | 2.0 | .9  | .2  | 15.8 |
| 2014–15 | VCU    | 33  | 33  | 29.4 | .428 | .381 | .691 | 7.1 | 1.6 | .6  | .3  | 16.2 |
| Total   | Total  | 140 | 102 | 25.4 | .432 | .354 | .691 | 5.8 | 1.4 | .8  | .2  | 13.4 |

### Profesional
Tras no ser elegido en el Draft de la NBA de 2015, participó en las ligas de verano de la NBA con los San Antonio Spurs. El 17 de agosto firmó con los Utah Jazz, pero tras dos partidos de pretemporada fue despedido.
En noviembre de 2015 ficha por los Idaho Stampede como jugador afiliado a los Jazz. Debutó el 13 de noviembre como profesional ante los Rio Grande Valley Vipers, logrando 21 puntos y 6 rebotes. Jugó 46 partidos, 20 como titular, promediando 15,7 puntos y 6,1 rebotes.
En julio de 2016 se une a los Orlando Magic y Utah Jazz en las ligas de verano, pero acaba fichando por los Charlotte Hornets. Debutó en la NBA el 2 de noviembre, en un partido ante Philadelphia 76ers.
Tras dos temporadas en Charlotte, el 30 de julio de 2018, Graham firma un contrato con los Brooklyn Nets.
El 1 de julio de 2019, es traspasado a Golden State Warriors, siendo traspasado al día siguiente a los Minnesota Timberwolves.
Tras 33 encuentros con los Timberwolves, el 16 de enero de 2020, fue traspasado, junto con Jeff Teague a Atlanta Hawks a cambio de Allen Crabbe.
El 25 de enero de 2022 lfue adquirido por los Long Island Nets de la G League.
El 21 de octubre de 2023 firmó con los Detroit Pistons, pero fue despedido el mismo día. Nueve días después se incorporó al Motor City Cruise de la G League.
El 7 de febrero de 2024 firmó con los Taoyuan Pauian Pilots de la P. League +.

### Selección nacional
Integró la selección universitaria de Estados Unidos que participó de la Universiada de 2013.
Debutó con la selección absoluta en febrero de 2021.

## Estadísticas de su carrera en la NBA

### Temporada regular
| Año     | Equipo    | PJ  | PT | MPP  | %TC  | %3P  | %TL  | RPP | APP | ROB | TPP | PPP |
| ------- | --------- | --- | -- | ---- | ---- | ---- | ---- | --- | --- | --- | --- | --- |
| 2016-17 | Charlotte | 27  | 1  | 7.0  | .475 | .600 | .667 | .8  | .2  | .2  | .0  | 2.1 |
| 2017-18 | Charlotte | 63  | 2  | 16.7 | .434 | .412 | .695 | 1.9 | .9  | .5  | .0  | 4.3 |
| 2018-19 | Brooklyn  | 35  | 21 | 20.4 | .335 | .297 | .818 | 3.1 | 1.0 | .4  | .2  | 5.3 |
| 2019-20 | Minnesota | 33  | 20 | 20.1 | .354 | .241 | .730 | 3.0 | .9  | .5  | .1  | 5.2 |
| 2019-20 | Atlanta   | 22  | 0  | 12.1 | .373 | .351 | .474 | 2.3 | .7  | .3  | .2  | 3.3 |
| Total   | Total     | 180 | 44 | 16.0 | .383 | .333 | .691 | 2.2 | .8  | .4  | .1  | 4.2 |